# Koyaanisqatsi
Koyaanisqatsi är en amerikansk dokumentärfilm från 1983 av Godfrey Reggio (produktion och regi). Filmen saknar tal, istället spelar filmmusiken av Philip Glass en mycket central roll. Filmfotograf var Ron Fricke.
Filmen kontrasterar storslagna naturscener mot den moderna människans teknikgenomsyrade, urbana miljöer. Reggio lyfter fram det som normalt skulle varit bakgrunden i en film: molnen som rör sig över himlen, storstadens flöden av människor, vägnätets pulserande trafik.
Enstaka delar av Koyaanisqatsi spelas upp i naturlig hastighet, men i större delen av filmen manipuleras tidsaxeln så att moln, vattendrag, människor och fordon rör sig i mångdubbla tempot, eller ibland tvärtom i slow motion. I kombination med Glass repetitiva minimalistiska musik blir effektiven suggestiv, ibland närmast hypnotisk.
Koyaanisqatsi beskrivs i allmänhet som en civilisationskritisk film, men det är ingen entydigt negativ bild av det teknologiska samhället som Reggio tecknar. I Frickes foto blir även de urbana miljöerna ofta suggestivt vackra, men med något obehagligt febrilt över sig.

## Trivia
Ordet Koyaanisqatsi är hämtat från hopi-indianernas språk. Qatsi är "liv" och koyaanis betyder ungefär "galen", "ur balans", "kaotisk".
Reggio har följt upp Koyaanisqatsi med Powaqqatsi år 1988 och Naqoyqatsi år 2002, båda med musik av Philip Glass. De tre filmerna går ibland under samlingsnamnet The Qatsi Trilogy.
Madonnas video "Ray of Light" (1998), regisserad av Jonas Åkerlund, visar tydlig inspiration från Koyaanisqatsi.